# Eine-Million-Frauen-Studie
Die Eine-Million-Frauen-Studie (The Million Women Study) ist eine britische Studie zur Gesundheit von Frauen. An der Studie nahmen zwischen 1996 und 2001 mehr als eine Million Frauen zwischen 50 und 64 Jahren teil, das waren 53 % aller Frauen dieser Altersgruppe. Die Studie ist ein Gemeinschaftsprojekt der britischen Organisation Cancer Research UK und des staatlichen Gesundheitssystems Großbritanniens National Health Service (NHS) und wird zusätzlich vom britischen Medical Research Council (UK) finanziert. Ziel der Studie ist die Beantwortung offener Fragen im Zusammenhang mit den Faktoren, die die Gesundheit von Frauen in dieser Altersgruppe beeinflussen. Im Zentrum der Studien stehen die Auswirkungen von Hormonersatztherapie (HET) während der Menopause auf die Gesundheit von Frauen. Die Studie bestätigte die Ergebnisse der US-amerikanischen Frauengesundheitsinitiative (Women’s Health Initiative; WHI), dass Frauen, die aktuell Hormone einnehmen, ein höheres Brustkrebsrisiko haben als Frauen, die dies nicht tun.

## Studiendesign
Die Eine-Million-Frauen-Studie ist eine prospektive bevölkerungsbezogene Kohortenstudie in Großbritannien. In Großbritannien werden alle Frauen zwischen 50 und 64 Jahren, die bei einem Allgemeinarzt registriert sind, regelmäßig (durchschnittlich alle drei Jahre) zum Brustkrebs-Screening in eines von ca. 100 Screening-Zentren des NHS eingeladen. Zwischen 1996 und 2001 wurden alle Frauen, die zum Brustkrebs-Screening in eines der 66 mit der Studie kooperierenden Mammographie-Screening-Zentren eingeladen waren, zur Teilnahme an der Eine-Million-Frauen-Studie aufgefordert. Die Frauen erhielten in diesen Zentren zusammen mit der Einladung zum Brustkrebs-Screening einen Fragebogen und wurden gebeten, diesen auszufüllen und zum Screening-Termin mitzubringen. Etwa 70 % der am Screening teilnehmenden Frauen gaben den ausgefüllten Fragebogen ab und waren bereit, an der Studie teilzunehmen; das waren mehr als 25 % der britischen Frauen über 50 Jahren. Die Eine-Million-Frauen-Studie ist weltweit die größte derartige Studie.

## Ziele
Ziel der Eine-Million-Frauen-Studie ist es, eine Kohortenstudie mit 1.000.000 britischen Frauen durchzuführen, um folgende Fragen zu beantworten:
- Wie beeinflussen Hormonersatztherapien (HET) mit Kombinationspräparaten aus Estrogen und Progestagen das Brustkrebsrisiko?
- Wird bei Brustkrebs-Screenings bei Frauen, die HET-Präparate oder orale Kontrazeptiva einnehmen, Brustkrebs festgestellt, der sich hinsichtlich der Größe und Invasität vom Brustkrebs von Frauen unterscheidet, die diese Hormone niemals verwendet haben?
- Wie beeinflussen Hormonersatztherapien die Effizienz von Brustkrebs-Screenings?
- Wie beeinflussen Hormonersatztherapien die Brustkrebs-Sterblichkeit und die Sterblichkeit im Zusammenhang mit anderen Krankheiten?

## Ergebnisse

### HET und Brustkrebs
Die bei mehr als 1 Million Frauen im Rahmen der Studie durchgeführte Verlaufskontrolle bestätigte das Ergebnis anderer jüngerer Studien, dass Frauen, die zum Zeitpunkt der Studie HET-Präparate anwandten, ein erhöhtes Brustkrebsrisiko hatten. Frauen, die in der Vergangenheit HET-Präparate angewendet hatten, hatten kein erhöhtes Brustkrebsrisiko. Die Studie konnte zeigen, dass dieser Effekt bei der Anwendung von Kombinationspräparaten mit Estrogen und Gestagen deutliche größer ist als bei der Anwendung von Monopräparaten, die nur Estrogen enthalten. Die Auswirkungen waren bei allen spezifischen Typen und Dosierungen von Estragen und Progestagen und bei den verschiedenen Anwendungsformen (orale Einnahme, transdermale Pflaster oder Implantate) und Anwendungsschemen (kontinuierliche oder sequentielle Therapie) ähnlich. Frauen, die während der Studie HET-Kombinationspräparate anwandten, hatten ein doppelt so hohes Risiko, an Brustkrebs zu erkranken, Frauen, die Estrogen-Präparate anwandten, hatten ein 1,3-faches Brustkrebsrisiko. Die Verwendung von HET-Präparaten bei Frauen in der Altersgruppe von 50 bis 64 Jahren führte in Großbritannien zwischen 1993 und 2003 zu geschätzten 20 000 zusätzlichen Brustkrebserkrankungen.

### HET und Krebs der Gebärmutterschleimhaut
Es ist bekannt, dass postmenopausale Frauen, die keine Hysterektomie hatten, ein erhöhtes Endometriumkarzinomrisiko (Krebserkrankung der Gebärmutterschleimhaut) haben, wenn sie eine Estrogen-Monotherapie machen. Die im Rahmen der Eine-Million-Frauen-Studie durchgeführte Verlaufskontrolle bei mehr als 70 000 Frauen bestätigte das und zeigt, dass das Risiko für Endometriumkrebs auch bei Frauen erhöht ist, die Tibolon einnehmen. Bei Frauen, die eine HET mit einem Kombinationspräparat machen, ist das Risiko jedoch nicht erhöht. Die Veränderung des Gebärmutterkrebsrisikos hängt auch vom Body-Mass-Index (BMI) der Frauen ab; dünnere Frauen leiden stärker unter den nachteiligen Auswirkungen der Anwendung von Tibolon und Estrogen-Monopräparaten, während übergewichtige Frauen stärker von den positiven Auswirkungen von Kombinationspräparaten profitieren.

### HET und Eierstockkrebs
Die Resultate der Studie zeigen einen geringen Anstieg des Eierstockkrebsrisikos bei Frauen, die HET-Präparate verwenden. Frühere Studien hatten einen solchen Anstieg vermuten lassen, dies wurde mithilfe der großen Fallzahl in der Eine-Million-Frauen-Studie nun bestätigt. In der Studie wurden die Daten von 948 576 postmenopausale Frauen über einen Zeitraum von fünf Jahren ausgewertet. Frauen, die zum Zeitpunkt der Studie HET-Präparate verwendeten, hatten ein etwa 1,2-fach höheres Risiko, Eierstockkrebs zu bekommen und daran zu sterben als andere Frauen. Auf 1000 Frauen, die HET-Präparate verwendeten, kamen im Lauf von fünf Jahren 2,6 Fälle von Eierstockkrebs, verglichen mit 2,2 Fällen bei allen anderen Frauen. Die Art der HET (Estrogen-Monopräparat, Kombinationspräparat mit Estrogen und Progestagen oder andere HET-Präparate einschließlich Tribolon), die Art der Anwendung (orale Einnahme oder transdermales Pflaster) und der spezielle Typ des Estrogens oder Progestagens hatten keinen Einfluss auf das Risiko. Bei Frauen, die früher HET-Präparate verwendet hatten, aber nicht mehr während der Studie, war das Eierstockkrebsrisiko nicht erhöht. Den Ergebnissen der Studie zufolge führt die Verwendung von HET-Präparaten im Zeitraum von fünf Jahren zu einem zusätzlichen Fall von Eierstockkrebs pro 2500 Frauen und zu einem zusätzlichen Todesfall durch Eierstockkrebs pro 3300 Frauen.

### Zusammenfassung
Die Herausgeber der Studie weisen darauf hin, dass die Resultate im Kontext anderer Risiken und des Nutzens von HET betrachtet werden müssen.
Brustkrebs, Krebs der Gebärmutterschleimhaut und Eierstockkrebs machen zusammen mehr als 40 % der Krebserkrankungen bei Frauen in Großbritannien aus. Den Ergebnissen der Studie zufolge erkranken in einem Zeitraum von fünf Jahren 19 von 1000 Frauen im Alter von 50 bis 69 Jahren, die keine HET-Präparate verwenden, an einer dieser Krebsarten. Von 1000 Frauen dieser Altersgruppe, die HET-Präparate verwenden, erkranken schätzungsweise 31 Frauen. Der Anstieg des Risikos ist vor allem auf eine Zunahme der Brustkrebserkrankungen zurückzuführen. Daher steigt bei der Verwendung von Kombinationspräparaten mit Estrogen und Gestagen das Risiko stärker als bei der Verwendung von Estrogen-Monopräparaten, denn Kombinationspräparate erhöhen das Brustkrebsrisiko.

## Auswirkungen der Studie auf das öffentliche Gesundheitswesen
Die Ergebnisse der Eine-Million-Frauen-Studie und der Studie der WHI hatten Einfluss auf die nationale Gesundheitspolitik in Großbritannien, z. B. durch die Empfehlungen des Royal College of Obstetricians and Gynaecologists und der Commission on Human Medicines zur Verschreibung und Anwendung von Hormonersatztherapie.